# Woekermier
De woekermier (Tetramorium atratulum) is een mierensoort uit de onderfamilie van de knoopmieren (Myrmicinae). De wetenschappelijke naam van de soort werd in 1852 als Anergates atratulus gepubliceerd door Adolf Schenck. De soort werd aanvankelijk ingedeeld in een eigen geslacht, Anergates. Op basis van fylogenetisch onderzoek waarvan de resultaten in 2015 werden gepubliceerd, werd deze soort in het geslacht Tetramorium geplaatst.  De leefwijze van deze mierensoort is uniek, omdat er anders dan bij andere mierensoorten geen werksters zijn. De koninginnen maken gebruik van kolonies van andere soorten uit het geslacht Tetramorium die hun koningin kwijtgeraakt zijn.